# 우노케정
우노케정(宇ノ気町)은 이시카와현 가호쿠군에 속했던 정이다. 가나자와 도시권에 포함되어 2000년 인구조사에서 가나자와시로의 통근율은 30.7%였다.
가나자와 도시권에 포함되어 2000년 국세조사에 있어서의 가나자와시의 통근율은 30.7%였다.
2004년 3월 1일에 나나쓰카정, 다카마쓰정과 합병하여 가호쿠시가 되었다.

## 지리
이시카와현 중부에 위치했다.

## 역사
- 1907년 8월 10일 - 니시아가타촌 가나즈촌이 합병해 우노케촌이 되었다.
- 1960년 - 가나즈촌과 합병하였다.
- 2004년 3월 1일 - 가호쿠군 나나쓰카정, 다카마쓰정과 합병해 가호쿠시가 되었다.

## 교통

### 철도
- 서일본 여객철도 나나오 선